# Jean-Pierre Dauby
Pour les articles homonymes, voir Dauby.
 Jean-Pierre Dauby , né à Gages, le 28 mai 1949 et mort à Chièvres, emporté par la maladie le 24 avril 2000 fut un homme politique belge francophone libéral (PRL).
Il fut ingénieur industriel (École provinciale d’Ath); inspecteur général à la Société régionale wallonne du Logement; président provincial, puis national des Jeunes Réformateurs libéraux (1978); membre du cabinet du ministre wallon Arnaud Decléty (1985-1988); secrétaire général de la Fédération d'Ath du PRL (début des années 1990).

## Carrière politique
- conseiller communal d'Ath (1977-1988)
- conseiller provincial de la province de Hainaut (1977-1999)
  - vice-président de l'assemblée (1992-1995)
- conseiller communal de Chièvres (1989-2000)
  - bourgmestre (1995-2000)
- député wallon (1999-2000)